# Конституция на Бразилия
Конституцията на Федеративна република Бразилия (на португалски: Constituição da República Federativa do Brasil) е основният закон на Бразилия.
Тя е основа и източник на легитимната държавна власт в страната и представлява правна рамка за организацията на държавното управление и отношенията на федералното правителство с щатите, гражданите и всички хора в Бразилия.
Сегашната конституция е приета на 5 октомври 1988 година, като до май 2011 година е изменяна и допълвана 67 пъти.